# أبرشية الرومان الكاثوليك في نيويورك

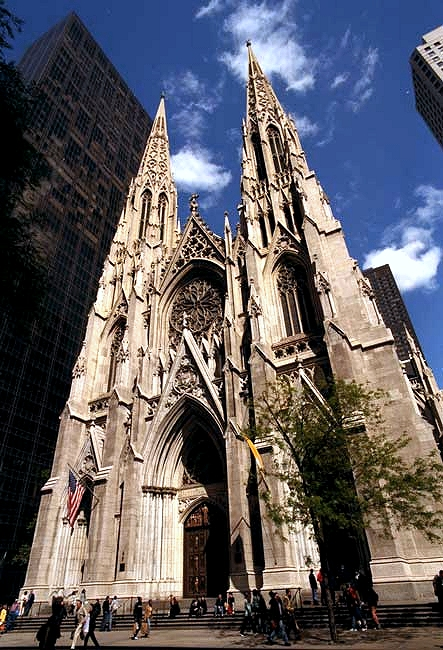
كاتدرائية القديس باتريك في مدينة نيويورك.

أبرشية نيويورك (بالإنجليزية: Roman Catholic Archdiocese of New York)‏ هي أبرشية رومانية كاثوليكية تتبع الطقوس الرومانية وتضم رعايا ولاية نيويورك. وتشمل الأبرشية أحياء مانهاتن، وذا برونكس وجزيرة ستاتن في مدينة نيويورك وكل من مقاطعة دوتشيز، وأورانج، وبوتنام، وروكلاند، وسوليفان، وأولستر، ومقاطعة ويستتشستر.
أبرشية نيويورك هي ثاني أكبر أبرشية كاثوليكية في الولايات المتحدة بعد أبرشية لوس أنجلوس ويشكلون حوالي 33% من مجمل سكان المدينة، وتشمل 296 رعية والتي تخدم نحو 2.8 مليون كاثوليكي، بالإضافة إلى ذلك تدير الأبرشية المئات من المدارس والمستشفيات والجمعيات الخيرية الكاثوليكية.